# リトル・ウィリー
リトル・ウィリー(英: Little Willie）とは、イギリスによって開発された、歴史上最初の完成された試作戦車である。第一次大戦中に開発されたものであり、この試作を通じて派生したビッグ・ウィリーを経て、世界初の実用戦車であるマーク I 戦車が完成した。

## 前史

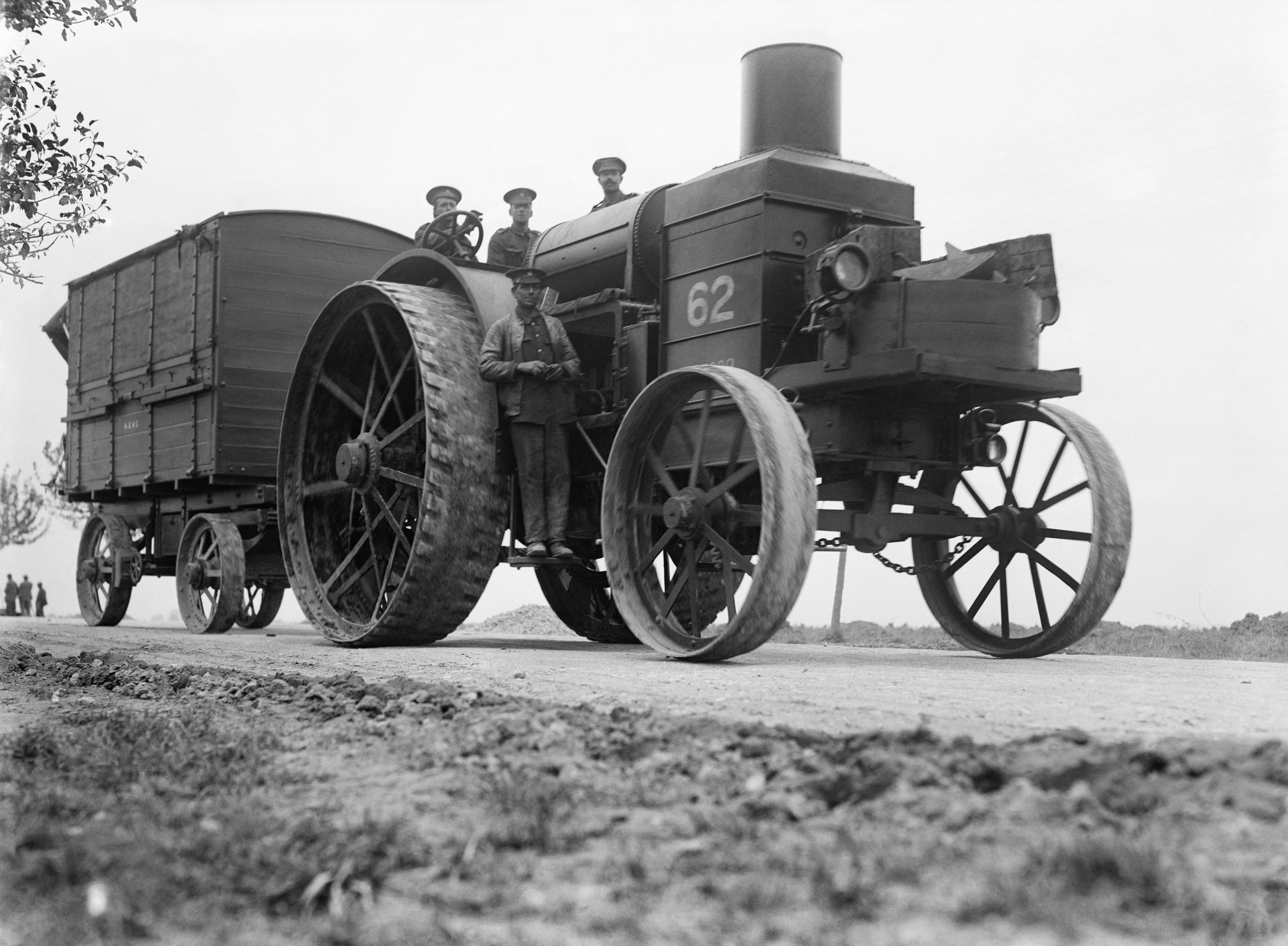
ソンムの戦いでワゴンを牽引するフォスター・デイムラー・トラクター。1916年。

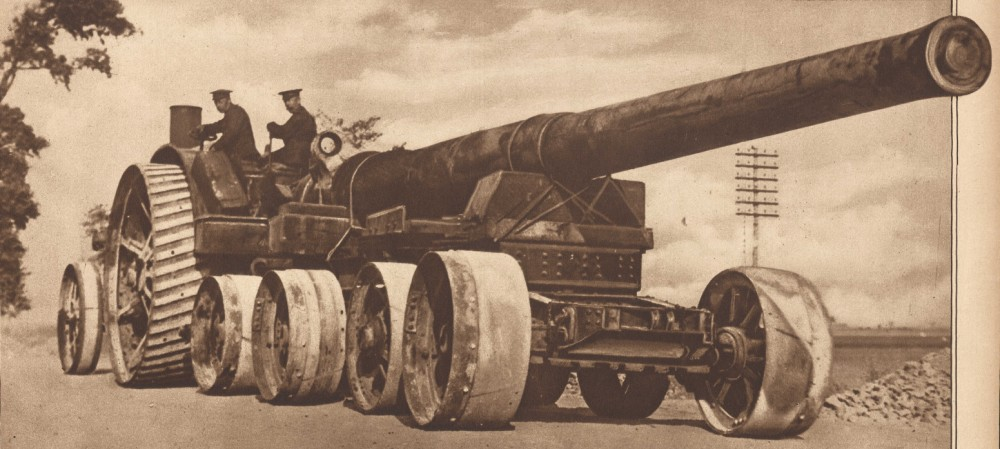
BL 7.5インチ Mk.III砲を運搬するフォスター・デイムラー・トラクター。1918年。

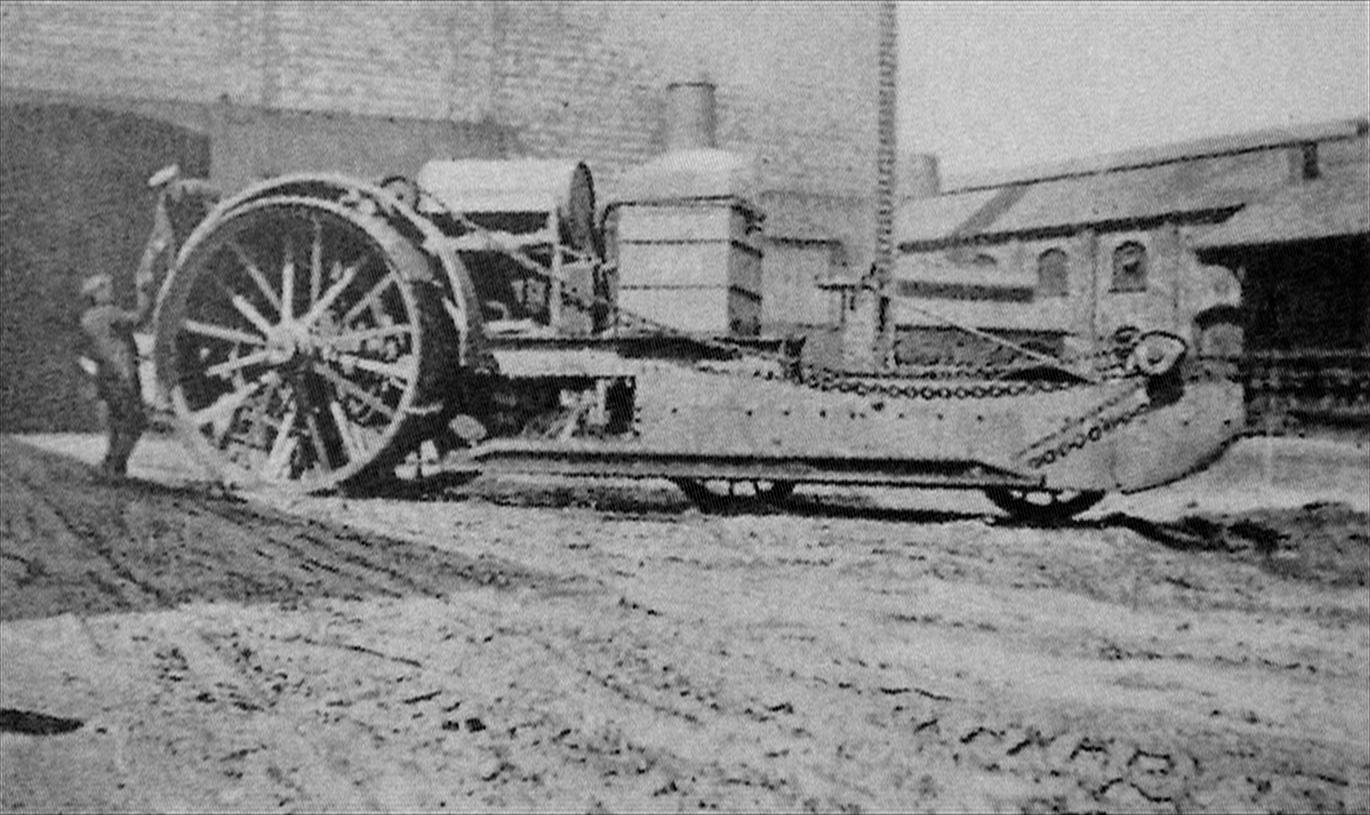
トリットン・トレンチ・クロッサー。1915年。

1912年、イギリスで、ウィリアム・フォスター社とデイムラー社の合弁事業として、「フォスター・デイムラー・トラクター（Foster-Daimler tractor）」と呼ばれる、装輪式重トラクターが製造され、第一次世界大戦中には、イギリス軍で、15インチ榴弾砲や特別牽引貨車を牽引する、重砲兵トラクターとして使用されていた。フランジ付き車輪に交換することで、鉄道線路上を走行することも可能であった。
この車両は、実験的なトリットン・マシンの基礎となり、そのエンジン・ギアボックス・ディファレンシャルを含む動力ユニットは、初期のイギリス戦車にも流用され、その開発と生産の速度を速めた。
1914年12月、コヴェントリー兵器工場のゼネラルマネージャーであるレジナルド・ベーコン少将は、ウィリアム・フォスター社の取締役であるウィリアム・アシュビー・トリットンに、独自の橋を敷設できる武装した装甲車両は非常に価値があることを伝えた。ベーコンはトリットンにそのアイディアを実現するよう圧力をかけ続け、塹壕の隙間を越えることができるように改造された「フォスター・デイムラー・トラクター」の設計が描かれた。これは、同年12月末までに、ウィンストン・チャーチルに提案され、実験的なプロトタイプの製造が発注された。
「トリットン・トレンチ・クロッサー（トリットン超壕機）」等と呼ばれる、この一種の架橋戦車のプロトタイプは、全長が9.4 mに増加し、通常の前輪が取り外され、シャーシの前面に取り付けられたサブフレームと、2つの幅広のロードホイールをタンデムで取り付けたサブフレームで構成され、長さ4.6 mの2つの鋼製橋桁が、両側の下に吊り下げられていた。車両が塹壕に近づき、突き出た前輪が接触すると、橋桁が下がって敷設され、車両が塹壕を横切って走行できるようになった。車両が塹壕を渡り終えると、車両は橋桁をウィンチで回収して、橋桁を反転させて、別の塹壕を渡る準備をした。
ベーコンは、夜間攻撃時に敵を狼狽させるために、全ての超壕機に、ヘッドライトと、車両の両側にもう1つのライトを、取り付けることを提案した。
当初、この車両は1915年2月1日までにデモンストレーションの準備が整う予定であった。これは、その後、2月中旬に延期されたが、さらに様々な遅延が発生したため、1915年6月9日まで行われなかった。この車両は、幅2.4 m（≒8-foot）の塹壕に橋桁を敷設するのに、ほとんど困難はなかったが、塹壕を横切った後、橋桁を回収するには、少なくとも7.6 mの空き地が必要であった。また、機首が非常に重いため、扱いにくく、パワーが不足していることも判明した。デザインの創意工夫にもかかわらず、実用的でないことが判明し、トラクターは20ポンドの費用をかけて、元の構成に戻された。
「フォスター・デイムラー・トラクター」が戦争遂行に果たした最大の貢献は、ウィリアム・フォスター社を、戦車の開発と生産に関与させたことであった。

## リンカーン・マシン ナンバー1
第一次世界大戦中にイギリスが「8-foot （≒2.4 m）の 塹壕を横断できる戦闘用の機械」を必要としたことに応える形で、1915年2月に「陸上軍艦委員会 （Landship Committee）」が設立され、（この間に、ペドレール・マシンの開発が行われ、また、当時のイギリスには信頼できる装軌式走行装置がなかったため、士官がアメリカに派遣され、アメリカのキレン・ストレート社製の3条式トラクターが、参考に輸入されている）、同委員会によって7月から、（後に改修型が「リトル・ウィリー」と呼ばれることになる、）「リンカーン・マシン ナンバー1（Lincoln Machine No.1）」または「ナンバー1 リンカーン・マシン（No.1 Lincoln Machine）」の開発が始まった。
同機械の開発について、イギリス東部にあるウィリアム・フォスター農業機械会社（ウィリアム・フォスター社）に打診され、同社取締役を務めるウィリアム・アシュビー・トリットンは、7月22日に設計主務のウィリアム・リグビーから提示された「2条の無限軌道」という設計案を採用し、それ（「トリットン・マシン Tritton Machine」という名称の機械）の開発を同社が請け負う契約が結ばれた。
このトリットン・マシンは、延長された足回り（元の片側4個の転輪に替えて片側8個の転輪を用いた）と緩衝装置（サスペンション）の部品を使うもので、それらはシカゴのブルロック・トラクター社（Bullock Tractor Co.）から、2両のクリーピング・グリップ・トラクターを輸入することで、組み立て済みのユニットという形で供給された。
- [1] - クリーピング・グリップ・トラクターの足回り。転輪は片側4個。トリットン・マシンは、2両分の部品を用いて、倍の片側8個にした。
- [2] - トリットン・マシン。足回りに注目。転輪は片側8個である。

トリットン・マシンやリトル・ウィリーの（履帯や転輪や起動輪や誘導輪や支持輪やサスペンションやガーダービームや懸架框などからなる）装軌式走行装置は、ひとまとめで独立したブロックであり、車体とは横軸で繋がっており、改修の際に丸ごと簡単に交換することができた。通常の戦車のように、車体に直接、車輪やサスペンションが取りつけてあるわけではなかった。
8月にクリーピング・グリップ・トラクターの部品がイギリスに到着し、8月11日から実質的な組み立てが開始され、8月16日にはトリットンは操行（操舵）補助のために車輪式の尾部（ステアリング・ホイール）を装着することにした。9月9日、でき上がったリンカーン・マシン ナンバー1の試作車両の初の走行試験がウェリントン鋳造工場の構内で実施された。無限軌道の地面と接する側の形状が平たすぎ、接地面積が大きく、旋回中は地面との摩擦が過剰であることがすぐに明らかとなったので、この問題点を解決すべく、サスペンションの一番下部の形状が、横から見て、よりカーブを描くよう変更された。これにより、地面が固い場所では、無限軌道の地面側の中央部分だけが地面に接し、その前後は地面から浮き上がって、無限軌道の接地面積が減ることで、摩擦抵抗が減り、旋回性能や速度性能が向上するわけである。地面が柔らかい場所では、車体が沈み込むので、自然と無限軌道の接地面積が大きくなり、単位面積当たりの重量が減るので、走行性能が向上するわけである。
さらに次の問題が現れた。壕を横切るとき、履帯が垂れ下がり、それから二度と転輪に嵌らず、詰まってしまった。トリットンとウォルター・ゴードン・ウィルソン中尉は、バラタ式ベルト軌道や平らなワイヤーロープを含む、他にとりうる様々な種類の無限軌道を試した。
9月22日、最終的にトリットンは、プレス加工された圧延鋼板をリンクに鋲接する仕組みの履帯と、装軌フレームの内部には、かみあわせるための一体型のガイドを考案した。この機構は、無限軌道が適所で堅固に装着されたために非緩衝式（＝サスペンション無し）であり、1つの平面だけで作動した。しかしながら装軌フレームは、全体として、車体と連携して僅かな量の揺動を可能としている大型の軸で、本体と接続していた。このような機構は速度を制限したが、これは成功した設計であり、マーク VIII 戦車に至るまで、全ての第一次世界大戦のイギリス戦車に採用された。

### 構造

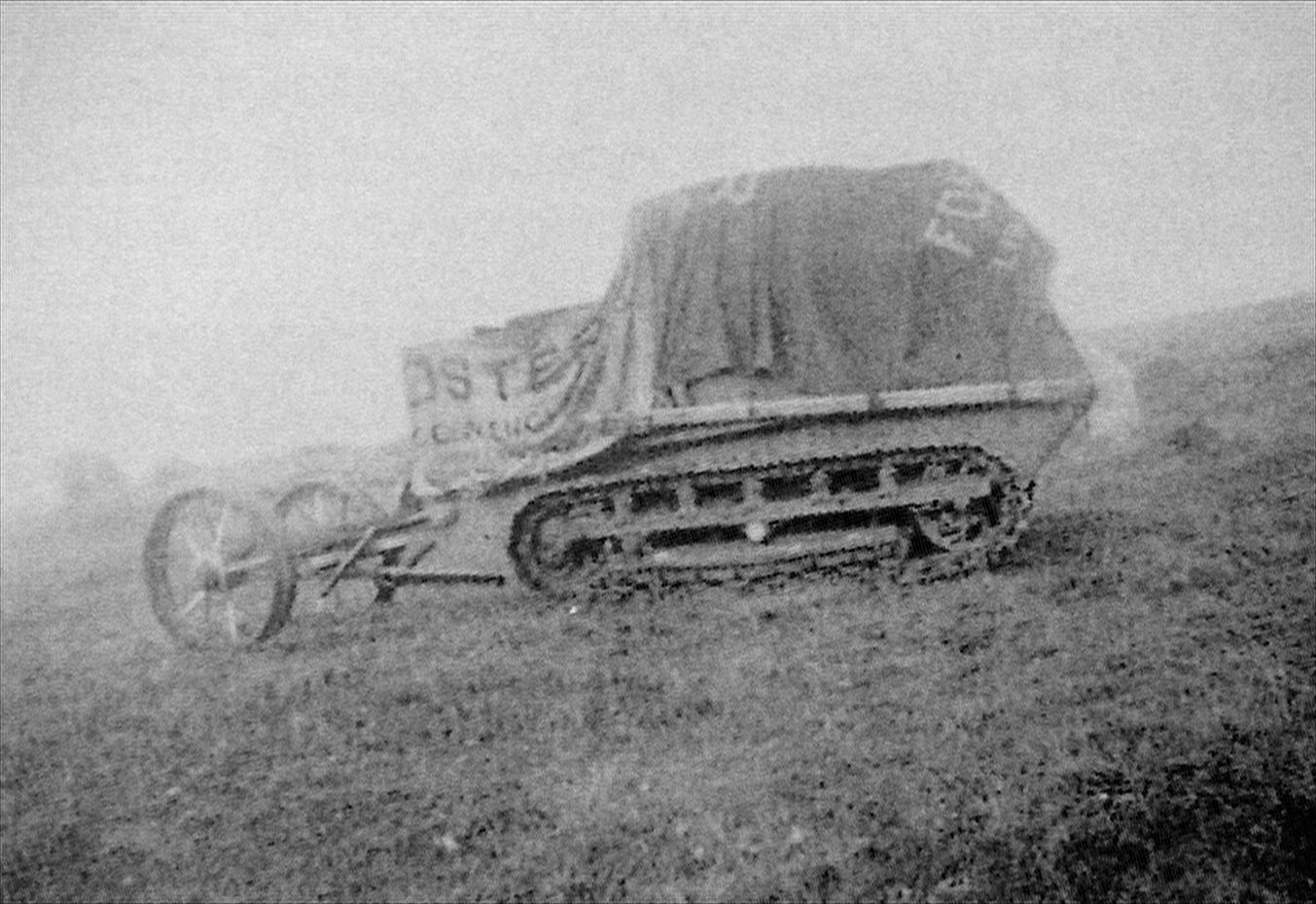
トリットン・マシン（「リンカーン・マシン ナンバー1」前期型）。ブルロック社の「クリーピング・グリップ・トラクター」の物を延長した足回りとサスペンションを使用。この試験で車体に対し、履帯が薄く、これでも短すぎることが判明した。画像向かって右側が車体前方、左側が車体後方で、ステアリング・ホイールが確認できる。覆われた防水シートの膨らみから、模擬砲塔と模擬機関銃を搭載しているのがわかる。1915年9月。

トリットン・マシンの構造は、ビッグ・ウィリーと比べて、ずっと近代的戦車に近かった。
車体の構造は、前方から、操縦席（並列座席）、戦闘室、戦闘室上方の旋回砲塔、機関室、車体外末尾のステアリング・ホイール、からなる。
車体前部にある低い操縦席には2名の操縦手が配置された。車体前部右側の1名は、ステアリング・ホイール、スロットル、クラッチ、主変速機を操作した。車体前部左側のもう1名は、左右の履帯とハンド・ブレーキを操作した。
試作車では、非旋回の模擬砲塔が搭載された。主兵装として旋回砲塔に1門のビッカース QF 2ポンド（40 mm）自動砲（ポンポン砲） Mk.II が、副兵装として、候補としては、ヴィッカース機関銃、オチキス機関銃、ルイス機関銃、マドセン機関銃など、6挺の.303（7.7 mm）機関銃が装備される予定であった。主兵装には800発の弾薬が用意される予定であった。車体側面には、片側3個、両側で計6個のガンポートがあった。6挺の機関銃は、車体側面の6個のガンポートを通すものと想像される。
 - トリットン・マシンの主兵装として選ばれた、ヴィッカース QF 2ポンド自動砲 Mk.II

 - トリットン・マシン

 - 砲塔搭載型の完成想像図。機関銃が、ガンポート方式ではなく、ビッグ・ウィリーのように砲郭（スポンソン）の角に装備されている。
主兵装である2ポンド自動砲（ポンポン砲）は、海軍のみならず、陸軍でも採用され、平射砲として使用されていた。しかし、上記画像でもわかるように、この砲は、車載砲とするには、かなり巨大で、砲だけで239 kgもの重量があった（同クラスの口径の砲であっても、水冷式でなく、手動で一発ずつ装填する砲であれば、ずっと小型で軽量になる）。車載に当たって、砲架は旋回砲塔用に新造されると考えられる。
砲塔に関する詳細がわからないので、以下は、断片的な情報に基づく想像である。
戦車のアイディアの基は陸上を走行する軍艦であるから、トリットン・マシンに旋回砲塔を搭載しようと考えてもおかしくはない。もしこれが旋回砲塔でないなら、円筒形である必要がないからである。単に、自走砲のように、限定旋回式に、砲を収納するだけなら、箱型の固定砲塔（砲郭）の方が、容量的にも有利である。そしてこの巨大で重い砲を搭載した円筒形の砲塔を、車載用として旋回させるのは、極めて困難であったと考えられる。そのため、最初は、旋回機構を持たない（故に旋回機構の詳細がわからなくても当然である）、非旋回の模擬砲塔がマス（重し）として試験的に搭載されたものと考えられる。
しかし、結局、「車体上面に旋回砲塔を搭載する」というアイディア自体が放棄され、リトル・ウィリーでは、模擬砲塔は撤去され、車体上面の開口部は円盤で塞がれた。
もしも、トリットン・マシンが実用的な車載用旋回砲塔の開発に成功していたら、トリットン・マシンとリトル・ウィリーは、ルノー FT-17 軽戦車をおさえて、世界初の旋回砲塔搭載戦車になっていたであろう。さらには、ビッグ・ウィリーことマーク I 戦車も、車体上面に旋回砲塔を搭載するようになっていたかもしれない。
なお、FT-17の砲塔は、一人用の小型軽量砲塔であり、主砲は単発式の軽量な歩兵砲ベースであり、砲塔内側の把手を握って人力で直接動かすことで旋回させる、単純な手動旋回方式である。二～三人用（2ポンド砲の画像から推測）で大型大重量の、トリットン・マシンの砲塔の旋回機構の開発が難渋しても、不思議はない。
トリットン・マシンのエンジンは、車体後方の機関室に位置し、砲塔下方の戦闘室から十分に隔離されていた。105馬力のデイムラー社製エンジンは、2槽の外部ガソリンタンクと1槽の内部タンクから燃料を重力供給された。ラジエーターを含む主要な機械部品は、「フォスター・デイムラー・トラクター」のそれを改設計して、製作された。トリットンによって示された最高速度は、毎時2マイル（3.2 km/h）でしかなかった。
また、2名以上の変速手により、エンジン近くにあるセカンダリー・ギアボックスの調整が必要だった。さらに、少なくとも2名の砲機銃手が戦闘室の兵装を操作しなければならず、最少乗員は6名未満にはならなかった。
試作車には、ボイラー用鋼板が用いられた。量産車には、10 mm厚の装甲鋼板が使われる計画であった。

## リトル・ウィリーとビッグ・ウィリー

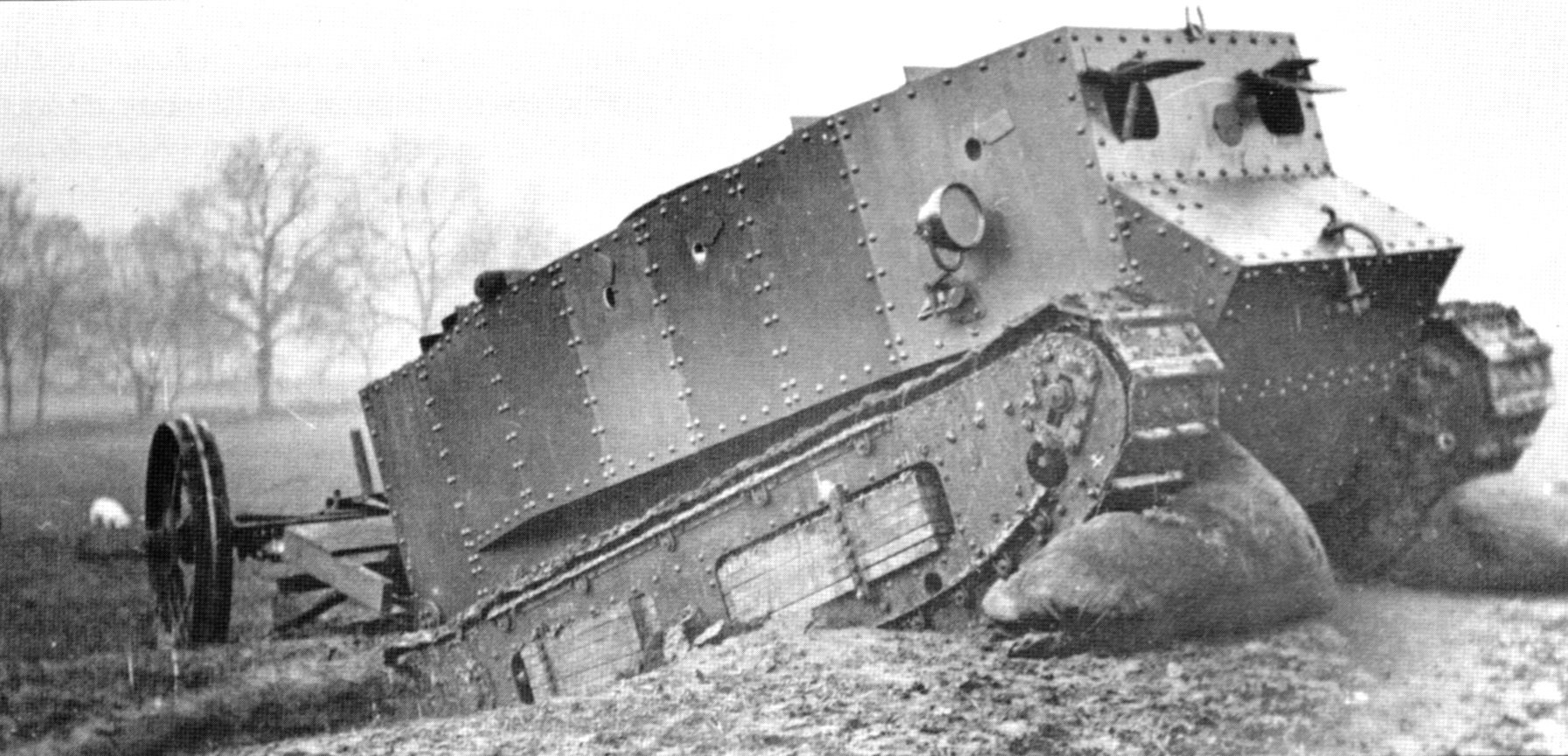
リトル・ウィリー

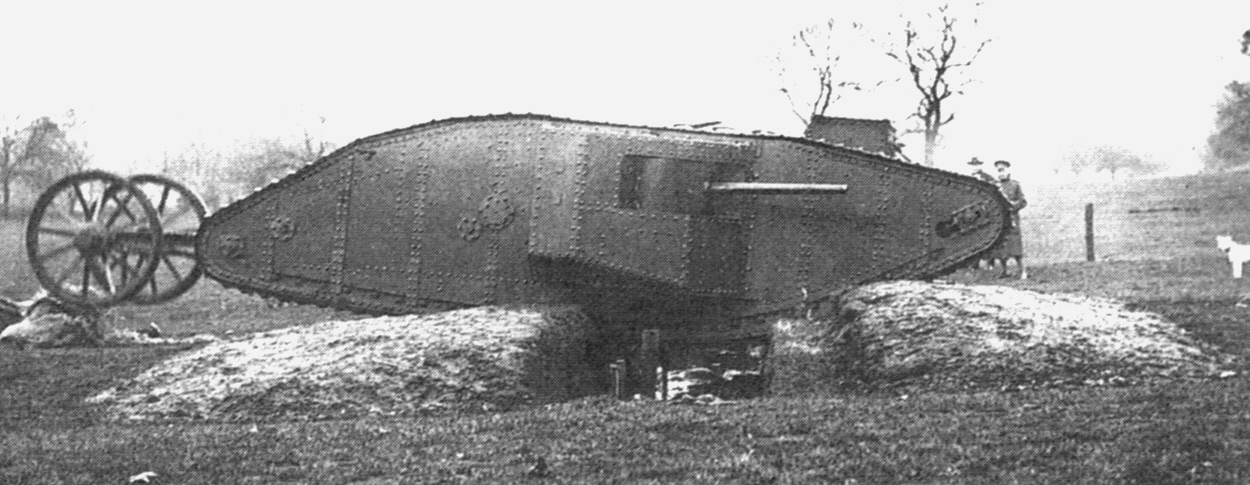
ビッグ・ウィリー

ウィルソンは「リンカーン・マシン ナンバー1」（「試作1号車」）の基本設計案について不満を抱いており、8月17日により良い設計を得て、9月17日には改善された全く新しい試作車両の製造を開始した。
この新しい「試作2号車」は、後に、「HMLS（＝国王陛下の陸上軍艦） センチピード（＝ムカデ）」、「ビッグ・ウィリー」、「マザー」の名称で知られる物となった。偏った菱形の無限軌道のフレームは、車輛の上部から頂部を越えて履帯を装着した。後部のステアリングホイールは改善された形状で残されたが、車体上面の砲塔は廃止され、スポンソン（舷側に設けられる張出し部分、砲郭）に主兵装を搭載する方式に変更された。
トリットン・マシン（「リンカーン・マシン ナンバー1」前期型）は、1915年12月に、装軌を90 cm延長するよう改修されたが、しかしバートン・パークで行われた無限軌道の試験は芳しくなかった。試作2号車の方は、より成功が約束されているように見込まれた。
その改修された、「リンカーン・マシン ナンバー1」後期型は、「リトル・ウィリー」と呼ばれた。この穏当でない名称の由来は、当時一般に大英帝国の三流雑誌で、ドイツ帝国のヴィルヘルム皇太子を茶化して用いていたものである。試作2号車はその時点で「ビッグ・ウィリー」として知られていたが、これもまたドイツ皇帝ヴィルヘルム2世のことであった。また、別の説では、開発者の一人であるウォルター・ゴードン・ウィルソン中尉の愛称である「ウィリー」に由来するともされる。
同年、漫画作家W・K・ヘイセルドンは、人気を博した対ドイツ向けプロパガンダの映画や漫画を製作した。『ビッグ&リトル・ウィリーの冒険』（原題The Adventures of Big and Little Willie）である。
1916年1月、リトル・ウィリーは模擬砲塔を撤去し（シャーシの改善が優先されたため、武装に関しては保留）、ビッグ・ウィリーと最初の量産の受注を競っていた。ただし前述のように、リトル・ウィリーは超壕性能が劣っており、これが決定に不利であった。
ビッグ・ウィリー（後に全ての戦車の原点という意味でマザーとも呼ばれる）はマーク I 戦車の原型となり、リトル・ウィリーの装軌形状は、後にマーク A ホイペット中戦車へと引き継がれた。
実戦参加の機会はなかったものの、リトル・ウィリーは軍事技術史上の大きな前進であり、世界初の（試作）戦車となった。同時期に開発された戦闘車輛としては、フランスのシュナイダーCA1があり、これは1915年1月初頭に開発開始されていたが、その試作1号車は1916年2月に完成した。
第一次世界大戦の残りの期間、一部の戦車搭乗員は非公式に車両を「ウィリーズ」または「バス」と呼び続けた。
1922年、王立戦車連隊（Royal Tank Regiment）は、連隊行進曲として、「マイボーイウィリー」と呼ばれる民謡を採用した。

## 展示

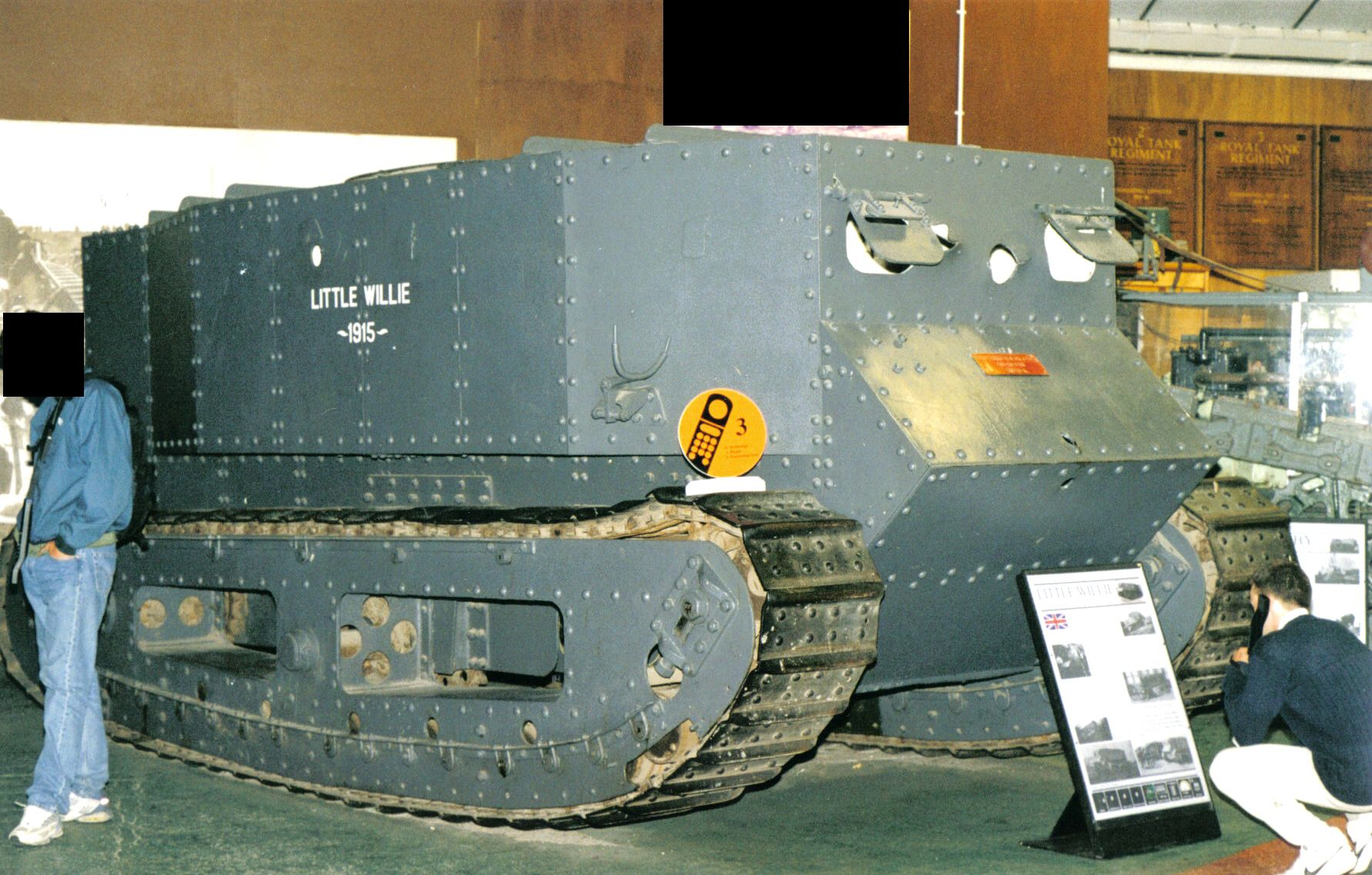
リトル・ウィリー

軍からの関心を失ったリトル・ウィリーは、スクラップになるのを免れ、第一次世界大戦後も後世のために保管され、後方のステアリングホイールの無い状態で、1919年にロンドンのウェンブリー・パークに送られ、1928年にボービントンに送られ、1940年にもスクラップになるのを免れ、現在はボービントン戦車博物館に展示されている。
1980年にはマットグレーに再塗装された。これは「濃い青銅色の緑」よりも、元の色に近い色であった。通常の展示でのリトル・ウィリーは、エンジンの装備されていない空の車体だけの状態であるが、少数の内部部品が装備されている。